# L-グリコールデヒドロゲナーゼ
L-グリコールデヒドロゲナーゼ（L-glycol dehydrogenase）は、次の化学反応を触媒する酸化還元酵素である。
反応式の通り、この酵素の基質はL-グリコールとNAD(P)+、生成物は2-ヒドロキシカルボニル化合物とNAD(P)HとH+である。
組織名はL-glycol:NAD(P)+ oxidoreductaseで、別名にglycol (nicotinamide adenine dinucleotide (phosphate))dehydrogenase, L-(+)-glycol:NAD(P)+ oxidoreductase, L-glycol:NAD(P)+ dehydrogenaseがある。